# Lliors
Lliors es una entidad de población española del municipio de Arbucias, perteneciente a la provincia de Gerona, en la comunidad autónoma de Cataluña.

## Toponimia
El lugar puede aparecer referido con las grafías «Lliors» y «Liors».

## Historia
Hacia mediados del siglo XIX, el lugar ya pertenecía a Arbucias. Aparece descrito en el décimo volumen del Diccionario geográfico-estadístico-histórico de España y sus posesiones de Ultramar de Pascual Madoz con las siguientes palabras:

LLIORS ó LIORS: ald. dependiente de la v. de Arbucias, en la prov. y dióc. de Gerona (9 1/2 horas), part. jud. de Sta. Coloma de Farnés (5 1/2), aud. terr., c. g. de Barcelona (16): sit. en terreno montuoso. Tiene una igl. parr. aneja de la de dicha v. Confina con ella, con Espinchao y Viladrau. prod.: trigo, vino, legumbres, frutas, maderas y leña para combustible. pobl. y riqueza unido á Arbucias
(Madoz, 1847, p. 500)

En 2023, la entidad singular de población tenía empadronados 252 habitantes.